# Xã Riverside, Quận Brown, Nam Dakota
Xã Riverside (tiếng Anh: Riverside Township) là một xã thuộc quận Brown, tiểu bang Nam Dakota, Hoa Kỳ. Năm 2010, dân số của xã này là 58 người.